# Sion (Svájc)
Sion (németül: Sitten, latinul: Sedunum) város Svájcban, Wallis (Valais) kanton székhelye.

## Fekvése
Sion Svájc déli részén fekszik, az Alpok által körülvéve, a Rhône folyó völgyében, Berntől 150 km-re délre, Genftől 160 km-re keletre.

## Története

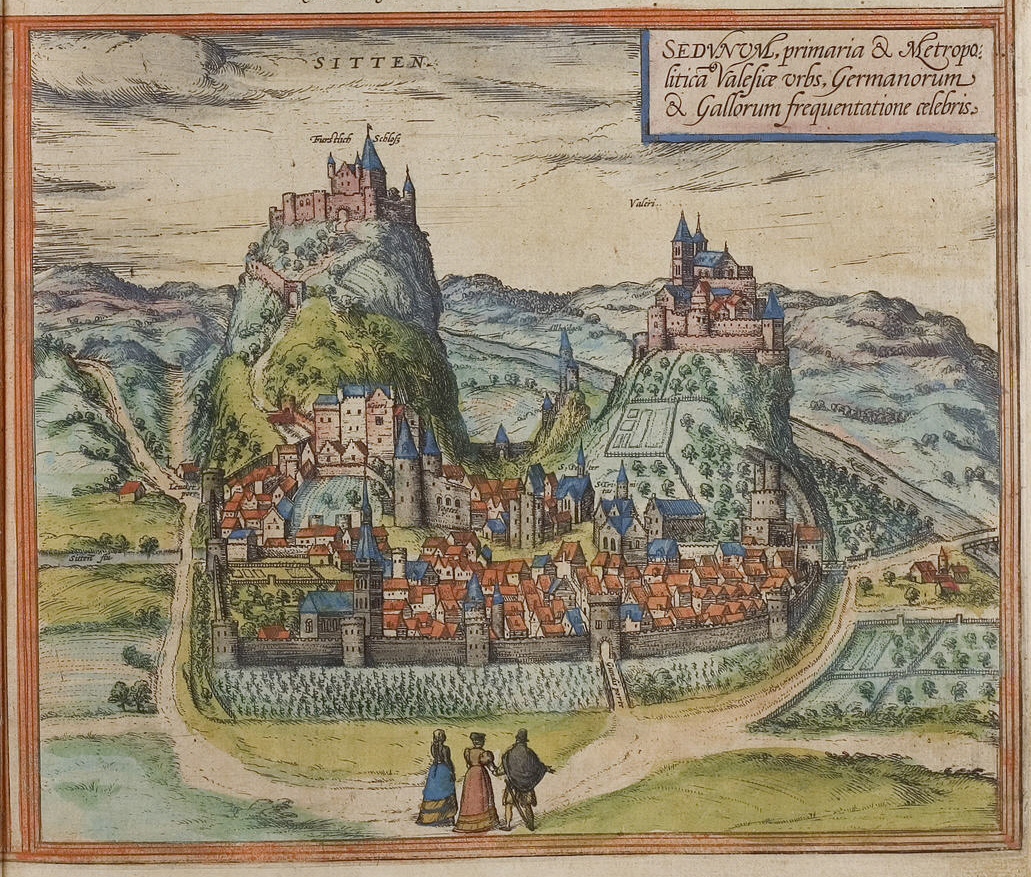
Sion 1572-es ábrázolása

Sion Európa egyik legrégebb óta lakott települése. Az első emberi település maradványai hozzávetőlegesen i. e. 6200-ból származnak, a mezolitikum késői szakaszából. 5800 körül a leletek tanúsága szerint a Mediterráneumból származó, korai neolitikus kultúrát hordozó telepesek érkeztek a térségbe. 4500 körül a Sion területén levő őskori település lakossága jelentős mértékben megnőtt, ezzel a környék legjelentősebb települése lett. Az őskori település lakossága kiterjedt földművelést és állattenyésztést folytatott, illetve több dolment is hagytak az utókorra. A vaskor idején lakossága a La Tène kultúrához tartozott.
Az i. e. 1. században Sion a seduni kelta törzs legjelentősebb települése volt, őket i.e. 20 körül a rómaiak hódoltatták be. A rómaiak a várost - az említett kelta törzsről - Sedunumnak nevezték el.
A keresztény vallás a 300-as évek végére lett a település legjelentősebb vallása. A Sioni Püspökség lett Svájc legrégibb keresztény püspöksége, a legelső püspökét, Theodolust 381-ben említik, mikor részt vett az aquileai zsinaton. Az ő nevéhez fűződik a saint-maurice-i kolostor alapítása, valamint újraépítette Sionban azt a keresztény templomot, amelyet Maximinus Daia császár romboltatott le a 4. század elején. Ennek a keresztény templomnak a helyén a 6. században katedrálist emeltek.
999-ben III. Rudolf burgund király Wallis tartomány teljes területét a sioni püspöknek adományozta, ezzel a város lett a tartomány székhelye. A sioni püspök jogot kapott az igazságszolgáltatás irányításához, "uralkodói" jelvényeinek viseléséhez, illetve feudális jogainak gyakorlásához. Sion lakosai a püspök mellett az általa kinevezett három tisztségviselőnek tartoztak engedelmességgel: a polgármesternek, vice dominusnak és a salterusnak.
A középkor folyamán a város nagy fokú autonómiával rendelkezett, egy 1269-es irat szerint a település polgárságának saját ügyintéző tanácsa volt. 1339-ben IV. Lajos német-római császár Siont szabad birodalmi város rangjára emelte és egy báróság székhelyévé tette.
A 14. század második felében Siont kétszer is ellenséges hadak dúlták fel. Először 1352-ben VI. Amadé (Amadeusz) savoyai gróf csapata ostromolta meg és foglalta el a települést, majd 1382-ben ismét elfoglalták és kifosztották. 1418-ban Bern város csapatai ostromolták meg, majd 1475-ben a burgundiai háború idején ismét harcok zajlottak a területen. A háborúkban megcsappant lakosság pótlására a 16. század második felétől Valais tartomány északi részéről német lakosság érkezett a városba és rövidesen többségbe is kerültek. 1540-től az addig hivatalos nyelvnek számító latint felváltotta a német. A reformáció idején a protestantizmus megjelent a városban is, de Valais (Wallis) kanton tanácsa 1604-ben hitet tett a katolikus vallás mellett. A protestáns vallásra áttértek jelentős része elköltözött vagy visszatért a katolikus vallásra. Az ellenreformáció szinte teljesen felszámolta a protestantizmust Valais tartományban. A kapucinus rend és a jezsuiták az ellenreformáció idején telepedtek meg a városban, az előbbiek 1631-ben kolostort is alapítottak itt, majd 1636-ban templomot, az utóbbiak pedig 1734-ben iskolát.
1798-ban Bonaparte Napóleon csapatai foglalták el a várost, mely rövid időre a Helvét Köztársaság része lett, majd 1813-ban rövid időre osztrák megszállás alá került. 1839-ben Valais kanton két részre szakadt, mikor a többségében német lakosságú Felső-Valais kimondta a régió elszakadását a déli területektől, Sierre várost téve meg székhelyül. 1840-ben azonban tárgyalások eredményeként ismét létrejött az egységes Valais tartomány, mely 1847-ben a Sonderbund-háború idején ismét két részre szakadt, a déli rész a Sonderbund szövetséget, az északi rész a konföderációs csapatokat támogatva. Siont 1847 októberében foglalták el a konföderációs csapatok, melynek eredményeként Valais tartomány is újból egyesült, Sion székhellyel.

## Népesség
A várost 2002-ben 31 207 fő lakta. Egy 2008-as felmérés szerint a lakosság 26,9%-a külföldi állampolgár Etnikai hovatartozás szerint a lakosság 82,2%-a francia, 5,6% német és 3,4%-a portugál. Emellett 855 személy olasznak vallotta magát, 19 fő pedig rétorománnak. 1888-ban még a 6099 fős lakosságból 3641 francia és 2273 német volt.

## Látnivalók

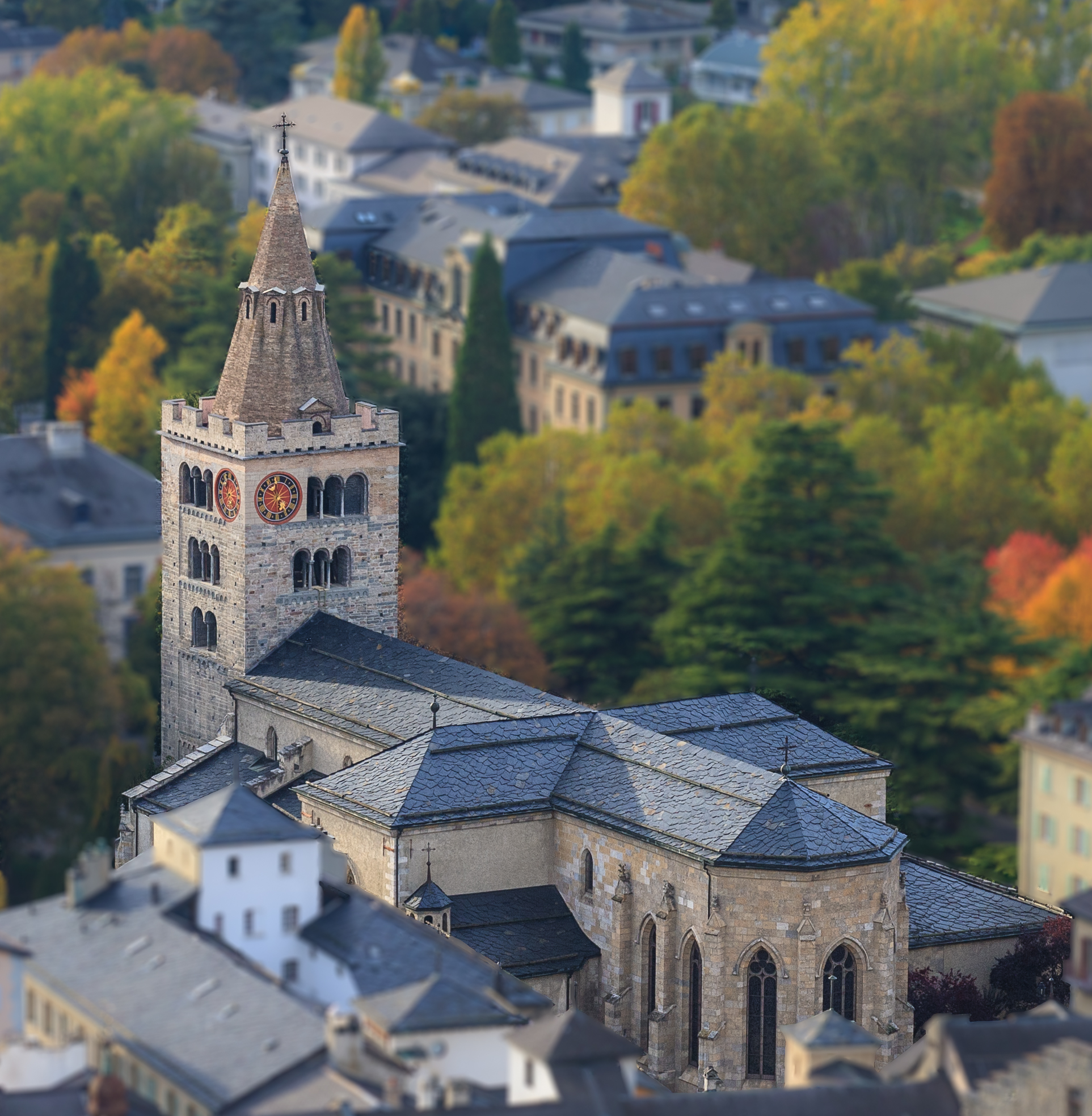
Notre-Dame katedrális

14 sioni épület van felvéve a svájci nemzeti-örökségvédelmi listára. A legjelentősebb világi épületek a listán a város két vára (Majorie vár és a Tourbillon vár), az egyházi épületek közül a jelentősebbek a helyi Notre-Dame katedrális, a kapucinus kolostor és könyvtár, a Valère bazilika illetve a Saint-Théodule-templom. Az egykori neolitikus település maradványai szintén rajta vannak a listán.

## Vallás
A 2000-es népszámlálás adatai szerint a lakosság 78,1%-a volt római katolikus, 4,4%-a pedig a református vallás követőjének vallotta magát. Emellett a lakosság 5%-a muszlimnak, további 5%-a pedig agnosztikusnak vagy ateistának vallotta magát.

## Híres emberek
- Itt született 1945-ben Micheline Calmy-Rey külügyminiszter
- Itt töltötte gyerekkorát Gelson Fernandes focista
- Innen származik a Samael heavy metal együttes

## Galéria

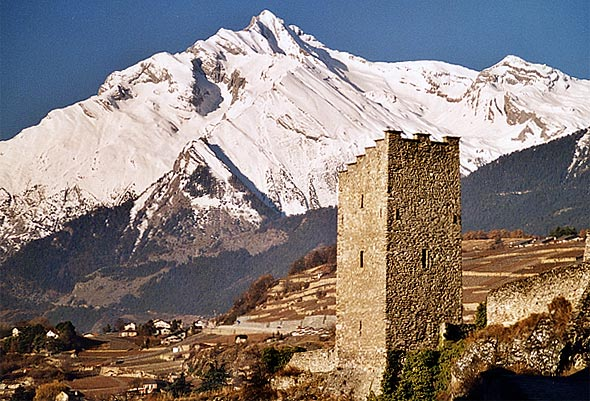
Majorie kastély
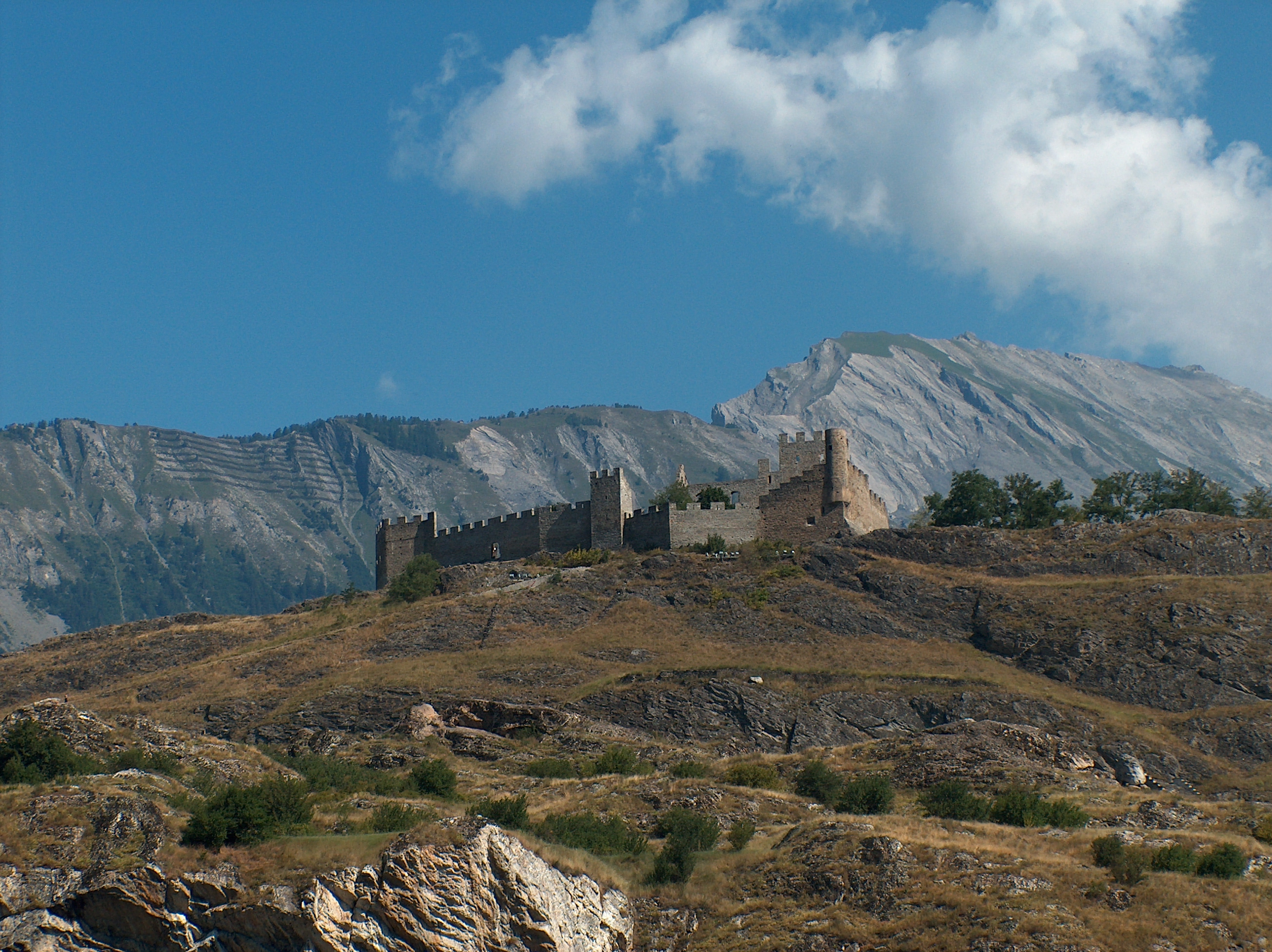
Tourbillon kastély
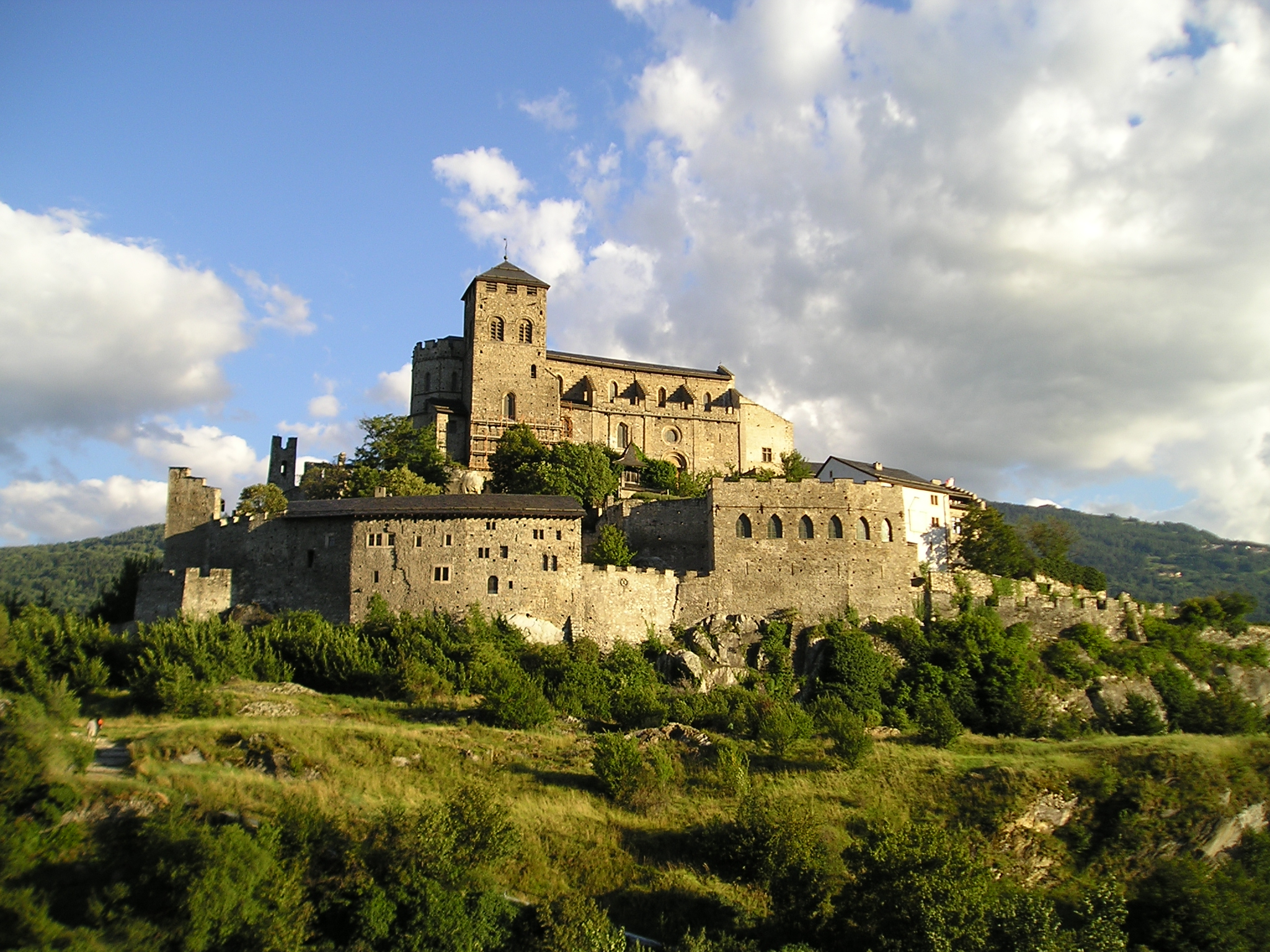
Valère bazilika és kastély
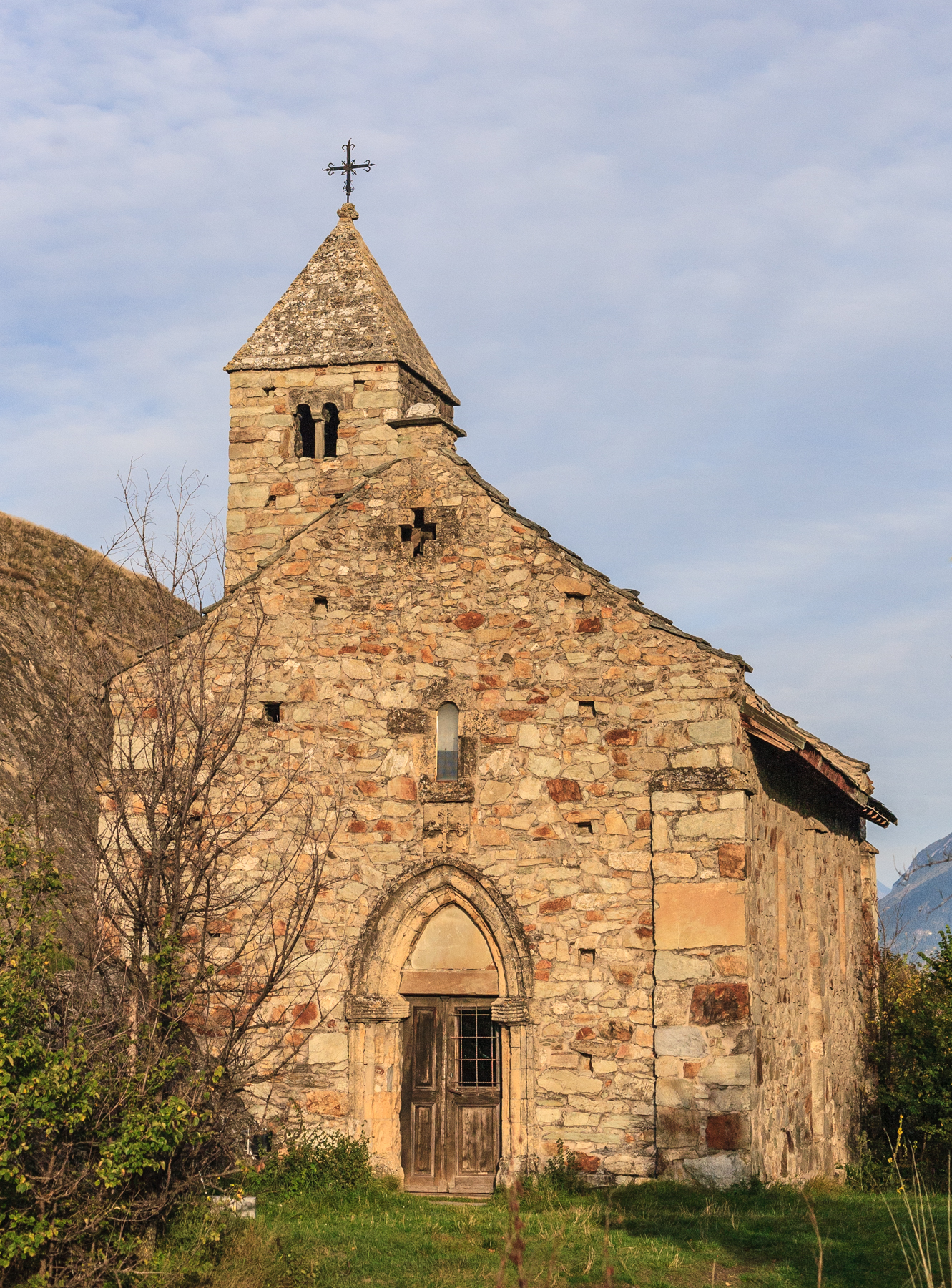
Kápolna de Tous les Saints